# Республика (Россия)
Респу́блика в соста́ве Росси́йской Федера́ции — одна из разновидностей равноправных субъектов Российской Федерации — территориальных единиц России верхнего уровня. В отличие от прочих субъектов Российской Федерации, республики охарактеризованы в Конституции Российской Федерации как государства, однако это их обозначение не означает наличие у них государственного суверенитета, а «лишь отражает определённые особенности их конституционно-правового статуса, связанные с факторами исторического, национального и иного характера». Республики принимают собственные конституции, которые должны соответствовать Конституции России, имеют право устанавливать свои государственные языки, которые употребляются наряду с государственным языком Российской Федерации — русским, учреждают почётные звания и государственные награды, утверждают свою государственную символику: флаг, герб, гимн, определяют столицу.
По Конституции России, в её состав входит 89 регионов, в том числе 24 республики; из этих регионов шесть, включая три республики, расположены на оккупированных территориях Украины, аннексия которых в ходе Российско-украинской войны в 2014 и 2022 годах не была признана большей частью международного сообщества. По состоянию на начало 2022 года, республики занимали 28,55 % фактической территории России, в них проживает 18,11 % населения страны. Большинство современных республик в советский период обладало статусом автономной советской социалистической республики (АССР), некоторые были автономными областями. В рамках РСФСР они считались субъектами федерации, будучи национально-государственными образованиями, в отличие от краёв и областей — административно-территориальных единиц.

## Перечень республик Российской Федерации
Республики России, образованные РФ на захваченных и оккупированных территориях Украины, выделены бежевым цветом.
| № на карте | Флаг | Герб | Республика                          | Столица       | Федеральный округ              | Площадь территории, км² | % от площади территории России | Население, чел. | % от населения России | Плотность населения, чел./км² |
| ---------- | ---- | ---- | ----------------------------------- | ------------- | ------------------------------ | ----------------------- | ------------------------------ | --------------- | --------------------- | ----------------------------- |
| 1          |      |      | Республика Адыгея                   | Майкоп        | ЮФО                            | 7792                    | 0,05 %                         | 500 731         | 0,34 %                | 64,26                         |
| 2          |      |      | Республика Алтай                    | Горно-Алтайск | СФО                            | 92 903                  | 0,54 %                         | 210 095         | 0,14 %                | 2,26                          |
| 3          |      |      | Республика Башкортостан             | Уфа           | ПФО                            | 142 947                 | 0,83 %                         | 4 042 377       | 2,77 %                | 28,28                         |
| 4          |      |      | Республика Бурятия                  | Улан-Удэ      | ДФО                            | 351 334                 | 2,05 %                         | 971 139         | 0,66 %                | 2,76                          |
| 5          |      |      | Республика Дагестан                 | Махачкала     | СКФО                           | 50 270                  | 0,29 %                         | 3 259 890       | 2,23 %                | 64,85                         |
| 6          |      |      | Донецкая Народная Республика        | Донецк        | Федеральный округ не определён | 26 517                  | ? %                            | 2 244 547       | ? %                   | 84,6                          |
| 7          |      |      | Республика Ингушетия                | Магас         | СКФО                           | 3123                    | 0,02 %                         | 534 491         | 0,37 %                | 171,15                        |
| 8          |      |      | Кабардино-Балкарская Республика     | Нальчик       | СКФО                           | 12 470                  | 0,07 %                         | 908 214         | 0,62 %                | 72,83                         |
| 9          |      |      | Республика Калмыкия                 | Элиста        | ЮФО                            | 74 731                  | 0,44 %                         | 267 588         | 0,18 %                | 3,58                          |
| 10         |      |      | Карачаево-Черкесская Республика     | Черкесск      | СКФО                           | 14 277                  | 0,08 %                         | 468 599         | 0,32 %                | 32,82                         |
| 11         |      |      | Республика Карелия                  | Петрозаводск  | СЗФО                           | 180 520                 | 1,05 %                         | 518 950         | 0,36 %                | 2,87                          |
| 12         |      |      | Республика Коми                     | Сыктывкар     | СЗФО                           | 416 774                 | 2,43 %                         | 714 785         | 0,49 %                | 1,72                          |
| 13         |      |      | Республика Крым                     | Симферополь   | ЮФО                            | 26 081                  | 0,15 %                         | 1 902 249       | 1,3 %                 | 72,94                         |
| 14         |      |      | Луганская Народная Республика       | Луганск       | Федеральный округ не определён | 26 683                  | ? %                            | 1 423 056       | ? %                   | 53,2                          |
| 15         |      |      | Республика Марий Эл                 | Йошкар-Ола    | ПФО                            | 23 375                  | 0,14 %                         | 666 202         | 0,46 %                | 28,50                         |
| 16         |      |      | Республика Мордовия                 | Саранск       | ПФО                            | 26 128                  | 0,15 %                         | 758 895         | 0,52 %                | 29,05                         |
| 17         |      |      | Республика Саха (Якутия)            | Якутск        | ДФО                            | 3 083 523               | 18,01 %                        | 1 006 561       | 0,69 %                | 0,33                          |
| 18         |      |      | Республика Северная Осетия — Алания | Владикавказ   | СКФО                           | 7987                    | 0,05 %                         | 678 826         | 0,46 %                | 84,99                         |
| 19         |      |      | Республика Татарстан                | Казань        | ПФО                            | 67 847                  | 0,4 %                          | 4 019 606       | 2,75 %                | 59,25                         |
| 20         |      |      | Республика Тыва                     | Кызыл         | СФО                            | 168 604                 | 0,98 %                         | 338 483         | 0,23 %                | 2,01                          |
| 21         |      |      | Удмуртская Республика               | Ижевск        | ПФО                            | 42 061                  | 0,25 %                         | 1 427 282       | 0,98 %                | 33,93                         |
| 22         |      |      | Республика Хакасия                  | Абакан        | СФО                            | 61 569                  | 0,36 %                         | 525 557         | 0,36 %                | 8,54                          |
| 23         |      |      | Чеченская Республика                | Грозный       | СКФО                           | 16 171                  | 0,09 %                         | 1 576 552       | 1,08 %                | 97,49                         |
| 24         |      |      | Чувашская Республика                | Чебоксары     | ПФО                            | 18 343                  | 0,11 %                         | 1 159 768       | 0,79 %                | 63,23                         |

## История
Первые национально-государственные образования — республики (АССР) — начали появляться в РСФСР после революции 1917 года. В составе РСФСР они считались субъектами федерации, в отличие от краёв и областей — административно-территориальных единиц.
Первые республики, созданные в 1918—1922 годах, образовывались непосредственным выделением их из территорий губерний и областей РСФСР. В дальнейшем республики чаще всего создавались преобразованием соответствующих автономных областей. Чаще всего автономные республики являлись самостоятельными субъектами РСФСР, однако в 1926—1936 годах некоторые небольшие республики входили в состав краёв и областей. Процесс образования автономных республик в основном был завершён 5 декабря 1936 года с принятием новой Конституции СССР. Некоторые автономные республики в дальнейшем были преобразованы в самостоятельные союзные республики в составе СССР.
На территории РСФСР в хронологическом порядке были образованы следующие республики (жирным выделены фактически существующие ныне в составе Российской Федерации субъекты):
- Терская советская республика март 1918 — февраль 1919 г.
- Социалистическая советская республика Тавриды 19 марта 1918 года — 30 апреля 1918 года
- Амурская трудовая социалистическая республика 10 апреля — 18 сентября 1918 г.
- Туркестанская АССР (образована в 1918 году как ТСФР, с 1920 года — ТАССР[4]), с ноября 1924 года бо́льшая часть — союзные Туркменская ССР и Узбекская ССР, меньшая часть — в составе Казахской АССР.
- Башкирская АССР (1919).
- Киргизская (Казакская) АССР (1920), с декабря 1936 года — союзная Казахская ССР.
- Татарская АССР (1920)
- Горская АССР (1921), в период 1922—1924 год распалась на отдельные автономные области.
- Дагестанская АССР (1920)
- Крымская АССР (1921), (в 1945—1991 годах — Крымская область, в 1954 году передана в состав Украинской ССР)
- Якутская АССР (1922)
- Бурятская АССР (1923)
- Карельская АССР (образована 8 июня 1920 года как Карельская трудовая коммуна, автономная республика с 1923; в 1940—1956 годах — союзная Карело-Финская ССР)
- АССР Немцев Поволжья (образована 19 октября 1918 года как Трудовая коммуна немцев Поволжья, автономная республика с 1923), ликвидирована в 1941 году.
- Чувашская АССР (образована 24 июня 1920 года как Чувашская автономная область, автономная республика с 1925)
- Киргизская АССР (1926), с декабря 1936 года — союзная Киргизская ССР.
- Каракалпакская АССР (1932), с декабря 1936 года — в составе Узбекской ССР.
- Мордовская АССР (образована 10 января 1930 года как Мордовская автономная область, автономная республика с 1934)
- Удмуртская АССР (образована 4 ноября 1920 года как Удмуртская (Вотская) автономная область, автономная республика с 1934[5])
- Калмыцкая АССР (1935) (в 1943—1958 годах не существовала)
- Кабардино-Балкарская АССР (1936) (в 1944—1957 годах — Кабардинская АССР)
- Коми АССР (образована 22 августа 1921 года как Автономная область Коми (Зырян), автономная республика с 1936[6])
- Марийская АССР (образована 4 ноября 1920 года как Марийская автономная область, автономная республика с 1936)
- Северо-Осетинская АССР (1936)
- Чечено-Ингушская АССР (1936) (в 1944—1957 годах не существовала)

Некоторые республики СССР также имели в своём составе автономные республики. Так, в Грузинской ССР в 1921 году образована Аджарская АССР (АССР Аджаристан), а в 1931 году — Абхазская АССР; в Азербайджанской ССР в 1924 году образована Нахичеванская АССР.
В составе Узбекской ССР с 1924 года по 1929 год находилась Таджикская АССР, преобразованная позже в союзную Таджикскую ССР, а в декабре 1936 года из РСФСР в состав Узбекской ССР передана Каракалпакская АССР. В составе Украинской ССР с 1924 по 1940 год существовала Молдавская АССР, ликвидированная при создании союзной Молдавской ССР (часть передана Молдавской ССР, часть возвращена в состав областей Украинской ССР).
В 1961 году в составе РСФСР образована Тувинская АССР, с этого момента и вплоть до 1990 года количество республик как в РСФСР, так и во всём СССР оставалось неизменным.
В дальнейшем преобразование из АССР в республики происходило одновременно с «парадом суверенитетов» союзных республик. С августа по октябрь 1990 года о своём суверенитете объявили все автономные республики, часть автономных и даже рядовых областей. 24 мая 1991 года из названий республик РСФСР официально убрано слово «автономная», а в июле 1991 года выведенные из составов краёв Адыгейская, Горно-Алтайская, Карачаево-Черкесская и Хакасская автономные области также преобразованы в соответствующие республики. В декабре 1992 года Чечено-Ингушская ССР разделилась на Чеченскую и Ингушскую республики.
В принимаемых в ходе этого «парада суверенитетов» государственными органами власти республик документах республики провозглашались носителями суверенитета. При этом, однако, вопрос о полной государственной независимости и выходе из состава Российской Федерации, как правило, не ставился.
В статье 5 Конституции России республики охарактеризованы как государства. Однако это не означает, что они являются носителями государственного суверенитета. Разъяснение по этому вопросу даётся, в частности, в Постановлении Конституционного Суда России от 7 июня 2000 г. № 10-П, в котором указывается:

Конституция Российской Федерации не допускает какого-либо иного носителя суверенитета и источника власти, помимо многонационального народа России, и, следовательно, не предполагает какого-либо иного государственного суверенитета, помимо суверенитета Российской Федерации. Суверенитет Российской Федерации, в силу Конституции Российской Федерации, исключает существование двух уровней суверенных властей, находящихся в единой системе государственной власти, которые обладали бы верховенством и независимостью, то есть не допускает суверенитета ни республик, ни иных субъектов Российской Федерации.
По смыслу преамбулы, статей 3, 4, 5, 15 (часть 1), 65 (часть 1), 66 и 71 (пункт «б») Конституции Российской Федерации в их взаимосвязи, республики, как субъекты Российской Федерации, не имеют статуса суверенного государства и решить этот вопрос иначе в своих конституциях они не могут, а потому не вправе наделить себя свойствами суверенного государства — даже при условии, что их суверенитет признавался бы ограниченным.
Признание … за республиками суверенитета, при том что все другие субъекты Российской Федерации им не обладают, нарушило бы конституционное равноправие субъектов Российской Федерации …
Следовательно, использование в статье 5 (часть 2) Конституции Российской Федерации применительно к установленному ею федеративному устройству понятия «республика (государство)» не означает — в отличие от Федеративного договора от 31 марта 1992 года — признание государственного суверенитета этих субъектов Российской Федерации, а лишь отражает определённые особенности их конституционно-правового статуса, связанные с факторами исторического, национального и иного характера.

Упоминания о суверенитете в дальнейшем были почти повсеместно исключены из республиканских конституций. Исключением остаётся Татарстан: Конституция Республики Татарстан предусматривает, что суверенитет является «неотъемлемым качественным состоянием» республики, толкуя его как обладание всей полнотой государственной власти вне пределов ведения Российской Федерации и полномочий Российской Федерации по предметам совместного ведения Российской Федерации и Республики Татарстан, а саму республику — как объединённую с Россией (хотя и подтверждает далее статус Республики Татарстан как субъекта федерации). Положения о суверенитете и «объединении» с федерацией Верховный Суд Республики Татарстан в 2004 году признал аналогичными ранее признанным неконституционными положениям о суверенитете республик в составе РФ и потому недействительными.
В бывших союзных республиках происходили различные процессы по преобразованию АССР. Аджарская АССР и Нахичеванская АССР, сменив названия на Республика Аджария и Нахичеванская автономная республика добровольно вошли в состав Республики Грузии и Азербайджанской республики соответственно.
Абхазская АССР была переименована в ССР Абхазия и, в отличие от Грузинской ССР, выразила желание остаться в предполагавшемся ССГ; такая же ситуация возникла на левобережье Днестра, бывшей территории Молдавской АССР. Оба эти разногласия вылились в итоге в вооружённые конфликты, итогами которых стала фактическая потеря контроля Республики Грузии и Республики Молдова над соответствующими территориями и образование де-факто независимых государств — Республики Абхазия и Приднестровской Молдавской Республики.

## Языки республик

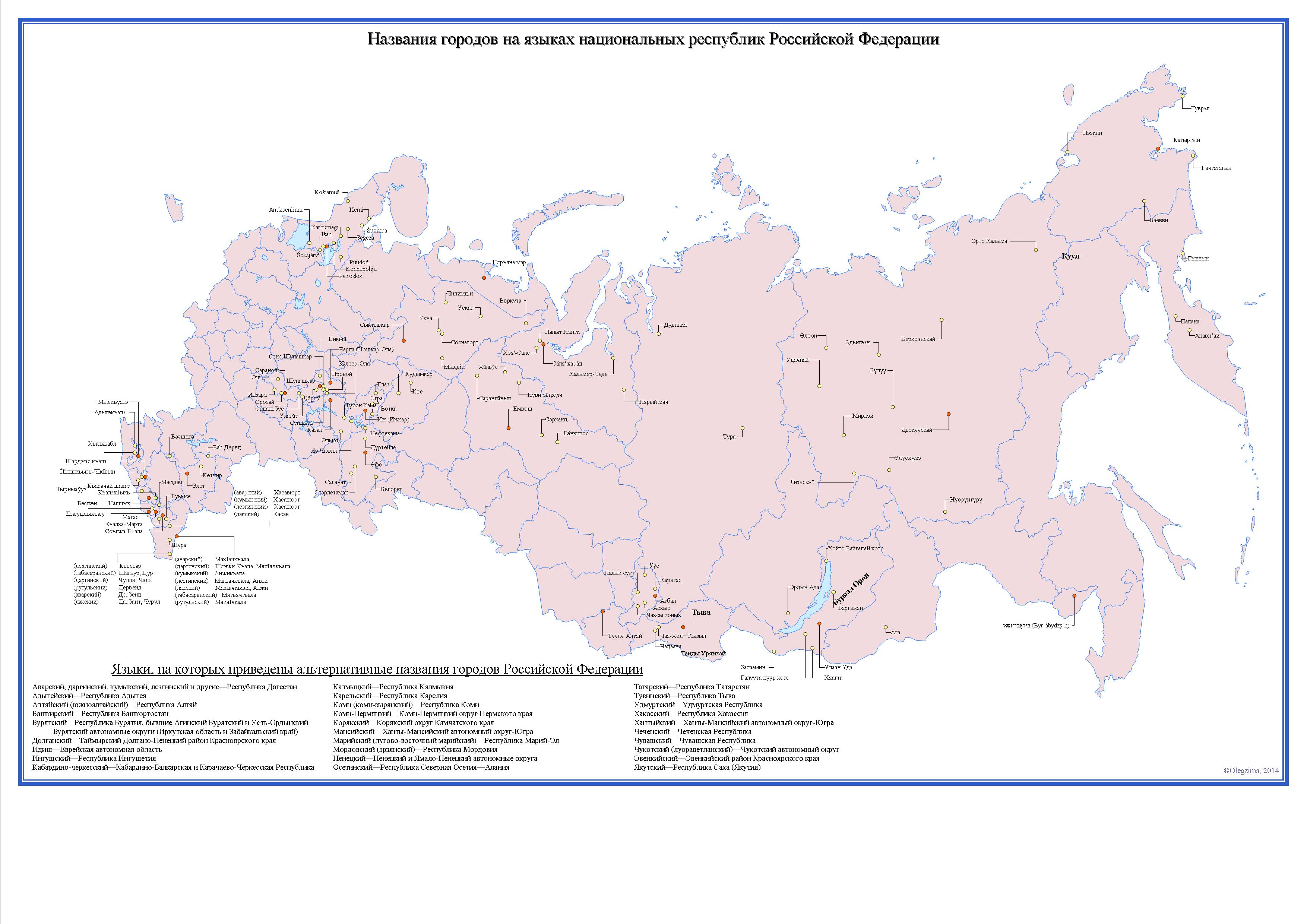
Названия городов на языках национальных республик Российской Федерации

Государственными языками республик России, согласно их Конституциям, являются:
- Адыгея — адыгейский и русский (статья 5)
- Республика Алтай — алтайский и русский (статья 13)
- Башкортостан — башкирский и русский (статья 1)
- Бурятия — бурятский и русский (статья 67)
- Дагестан — русский и языки народов Дагестана (аварский, агульский, азербайджанский, даргинский, кумыкский, лакский, лезгинский, ногайский, рутульский, табасаранский, татский, цахурский, чеченский) (статья 11)
- Донецкая Народная — русский (статья 10)
- Ингушетия — ингушский и русский (статья 14)
- Кабардино-Балкария — кабардинский, балкарский и русский (статья 76)
- Калмыкия — калмыцкий и русский (статья 17)
- Карачаево-Черкесия — абазинский, карачаевский, ногайский, черкесский и русский (статья 11)
- Карелия — русский (статья 11)
- Коми — коми и русский (статья 67)
- Крым — русский, украинский и крымскотатарский (статья 10)
- Луганская Народная — русский (статья 10)
- Марий Эл — марийский (горный, луговой) и русский (статья 15)
- Мордовия — мордовский (мокшанский, эрзянский) и русский (статья 12)
- Саха (Якутия) — якутский и русский (статья 46)
- Северная Осетия-Алания — осетинский (иронский и дигорский диалекты) и русский (статья 15)
- Татарстан — татарский и русский (статья 8)
- Тыва — тувинский и русский (статья 5)
- Удмуртия — удмуртский и русский (статья 8)
- Хакасия — хакасский и русский (статья 69)
- Чечня — чеченский и русский (статья 10)
- Чувашия — чувашский и русский (статья 8)

## Национальный состав российских республик
| народ              | титульный (%) | титульный (%) | титульный (%) | титульный (%) | русские (%) | русские (%) | русские (%) | русские (%) | второй титульный/другие (%) | второй титульный/другие (%) | второй титульный/другие (%) | второй титульный/другие (%) |
| республика         | в 1979 г.     | в 1989 г.     | в 2002 г.     | в 2010 г.     | в 1979 г.   | в 1989 г.   | в 2002 г.   | в 2010 г.   | в 1979 г.                   | в 1989 г.                   | в 2002 г.                   | в 2010 г.                   |
| ------------------ | ------------- | ------------- | ------------- | ------------- | ----------- | ----------- | ----------- | ----------- | --------------------------- | --------------------------- | --------------------------- | --------------------------- |
| Адыгея             | 21,3          | ▲ 22,1        | ▲ 24,1        | ▲ 25,2        | 70,8        | ▼ 68,0      | ▼ 64,4      | ▼ 63,6      |                             |                             |                             |                             |
| Алтай              | ▲ 29,1        | ▲ 31,0        | ▲ 33,4        | ▲ 33,9        | ▲ 63,3      | ▼ 60,4      | ▼ 57,4      | ▼ 56,6      |                             | 5,6                         | ▲ 5,9                       | ▲ 6,2                       |
| Башкортостан       | 24,3          | ▼ 21,9        | ▲ 29,7        | ▼ 29,5        | 40,3        | ▼ 39,2      | ▼ 36,3      | ▼ 36,1      | 24,5                        | ▲ 28,4                      | ▼ 24,1                      | ▲ 25,4                      |
| Бурятия            | ▲ 23,0        | ▲ 24,0        | ▲ 27,8        | ▲ 30          | ▼ 72,1      | ▼ 69,9      | ▼ 67,8      | ▼ 66,1      |                             |                             |                             |                             |
| Дагестан           | 86,0          |               |               |               | 11,0        | ▼ 9,2       | ▼ 4,6       | ▼ 3,6       |                             |                             |                             |                             |
| Ингушетия          | ▼ 11,7        | ▲ 12,9        | ▲ 77,2        | ▲ 94,1        | ▼ 31,7      | ▼ 23,1      | ▼ 1,1       | ▼ 0,8       |                             |                             |                             |                             |
| Кабардино-Балкария | 45,6          | ▲ 52,2        | ▲ 55,3        | ▲ 57,2        | 35,1        | ▼ 31,9      | ▼ 25,1      | ▼ 22,5      | 9,0                         | ▲ 9,4                       | ▲ 11,6                      | ▲ 12,7                      |
| Калмыкия           | ▲ 41,4        | ▲ 45,3        | ▲ 53,3        | ▲ 57,4        | ▼ 42,7      | ▼ 37,6      | ▼ 33,5      | ▼ 30,2      |                             |                             |                             |                             |
| Карачаево-Черкесия | 29,7          | ▲ 31,2        | ▲ 38,5        | ▲ 41          | 45,0        | ▼ 42,4      | ▼ 33,6      | ▼ 31,6      | 9,3                         | ▲ 9,7                       | ▲ 11,2                      | ▲ 11,9                      |
| Карелия            | ▼ 11,1        | ▼ 10,0        | ▼ 9,2         | ▼ 7,4         | ▲ 71,3      | ▲ 73,6      | ▲ 76,6      | ▲ 82,2      |                             |                             |                             |                             |
| Коми               | ▼ 25,3        | ▼ 23,3        | ▲ 25,1        | ▼ 23,7        | ▲ 56,7      | ▲ 57,7      | ▲ 59,5      | ▲ 65,1      |                             |                             |                             |                             |
| Марий Эл           | ▼ 43,6        | ▼ 43,3        | ▼ 42,8        | ▲ 43,9        | ▼ 47,6      | ▼ 47,4      | ▲ 47,5      | ▼ 47,4      |                             |                             |                             |                             |
| Мордовия           | ▼ 34,2        | ▼ 32,5        | ▼ 31,9        | ▲ 40          | ▲ 59,7      | ▲ 60,83     | ▲ 60,84     | ▼ 53,4      |                             |                             |                             |                             |
| Саха               | ▲ 36,9        | ▼ 33,4        | ▲ 45,5        | ▲ 49,9        | ▲ 50,5      | ▼ 50,3      | ▼ 41,1      | ▼ 37,8      |                             |                             |                             |                             |
| Северная Осетия    | ▲ 50,5        | ▲ 52,9        | ▲ 62,7        | ▲ 65,1        | ▼ 34,0      | ▼ 29,9      | ▼ 23,1      | ▼ 20,8      |                             |                             |                             |                             |
| Татарстан          | ▼ 47,7        | ▲ 48,4        | ▲ 52,9        | ▲ 53,2        | ▲ 44,0      | ▼ 43,2      | ▼ 39,4      | ▲ 39,7      |                             |                             |                             |                             |
| Тыва               | ▲ 60,4        | ▲ 64,3        | ▲ 77,0        | ▲ 82          | ▼ 36,2      | ▼ 32,0      | ▼ 20,1      | ▼ 16,3      |                             |                             |                             |                             |
| Удмуртия           | ▼ 32,2        | ▼ 30,9        | ▼ 29,3        | ▼ 28          | ▲ 58,3      | ▲ 58,9      | ▲ 60,1      | ▲ 62,2      |                             |                             |                             |                             |
| Хакасия            | ▼ 11,4        | ▼ 11,1        | ▲ 11,9        | ▲ 12,1        | ▲ 79,5      | ▼ 79,4      | ▲ 80,2      | ▲ 81,7      |                             |                             |                             |                             |
| Чечня              | 52,9          | ▲ 57,8        | ▲ 93,4        | ▲ 95,3        | 31,7        | ▼ 23,1      | ▼ 3,6       | ▼ 1,9       |                             |                             |                             |                             |
| Чувашия            | ▼ 68,4        | ▼ 67,7        | ▼ 67,6        | ▲ 67,7        | ▲ 26,0      | ▼ 26,6      | ▼ 26,5      | ▲ 26,9      |                             |                             |                             |                             |

Примечание: В столбце «Другие» указаны народы, являющиеся вторыми по численности коренными народами в двусоставных республиках.
1. ↑  Казахи
2. ↑  Татары

## Власть в республиках
С 1991 по 2015 годы, по данным исследователей Панова и Филипповой, из 216 человек в высших должностях республик 68 были русскими, 141 были из титульных наций. Среди них:
- Главы республики — 61 (из них 44 титульных, 16 русских)
- Спикер парламента — 84 (из них 54 титульных, 30 русских)
- Председатель правительства — 71 (из них 43 титульных, 22 русских)[15]

## Попытки создания республик
В 1990-х годах были попытки создать новые республики или поднять статус существующих субъектов до уровня республики, которые не достигли цели:
- Южно-Уральская республика
- Уральская республика
- Балтийская республика
- Верхне-Кубанская Казачья Республика
- Абазинская Республика
- Карачаевская Республика
- Ненецкая Республика[16]
- Поморская Республика[17][18]
- Республика Приморье[19]
- Приморская Республика[19]
- Петербургская Республика[20]
- Вологодская Республика[21]
- Ямало-Ненецкая Республика[22]
- Лезгистан[23][24]

## Комментарии
1. ↑  Соответствующие решения 3 июля 1991 года принял Верховный Совет РСФСР, что выходило за пределы его компетенции, но Съезд народных депутатов России (на утверждение которого соответствующие изменения были сразу же направлены[8]) в дальнейшем подтвердил республиканский статус этих регионов[9]